# Томасевич Петро Васильович
Петро́ Васи́льович Томасе́вич (нар. 8 квітня 1924 — пом. 23 лютого 1984) — радянський військовик часів Другої світової війни, командир стрілецького взводу 745-го стрілецького полку 228-ї стрілецької дивізії (53-тя армія, 2-й Український фронт, старший сержант. Герой Радянського Союзу (1945).

## Життєпис
Народився 8 квітня 1924 року в місті Одесі в родині робітника. Росіянин.
З 1932 по 1940 роки жив і виховувався в 1-му державному показовому дитячому містечку імені Комінтерна. Навчався в неповній середній школі № 84, а з 1937 року — в середній школі № 114. У 1940 році на базі дитячого містечка створено ремісниче училище № 1, в якому Петро Томасевич опановував професію електрика. З початком німецько-радянської війни училище було евакуйоване до міста Джамбула (Казахстан).
У 1942 році, закінчивши Джамбульське залізничне училище й, дописавши собі один рік, Петро Томасевич добровільно вступив до лав РСЧА. Закінчив школу молодших командирів. З січня 1943 року — на фронті. Воював на Сталінградському, 3-му і 2-му Українських фронтах. Двічі був поранений.
Особливо командир взводу старший сержант П. В. Томасевич відзначився під час бойових дій в Угорщині. 9 жовтня 1944 року в бою за оволодінням водним рубежем — річкою Тиса, першим вивів свій взвод на лівий берег, знищивши в рукопашній сутичці до 100 солдатів і офіцерів супротивника. На підручних засобах, без втрат особового складу, першим переправив свій взвод на правий берег Тиси. У бою за розширення плацдарму отримав поранення, але поле бою не залишив і продовжував командувати взводом. Стікаючи кров'ю, з допомогою автомата і кинджала, в рукопашній сутичці знищив 3-х солдатів ворога. Вибив ворога з позицій, організував оборону і відбив 4 контратаки супротивника до підходу основних сил батальйону.
На фронт більше не повернувся. Після тривалого лікування у шпиталях, у квітні 1945 демобілізований за станом здоров'я. Обіймав посаду комсорга залізничної станції Мостиська І. Влітку 1950 року повернувся в рідну Одесу. Був комсоргом школи ФЗУ № 8 при заводі важкого машинобудування імені Січневого повстання. Член КПРС з 1953 року. У 1965 році закінчив Одеське морехідне училище рибної промисловості. 27 років плавав на суднах Чорноморського морського пароплавства. Пройшов шлях від молодшого матроса до першого помічника капітана.
Помер 23 лютого 1984 року. Похований на Другому християнському кладовищі Одеси.

## Нагороди
Указом Президії Верховної Ради СРСР від 24 березня 1945 року «за зразкове виконання бойових завдань командування на фронті боротьби з німецькими загарбниками та виявлені при цьому відвагу і героїзм», старшому сержантові Томасевичу Петру Васильовичу присвоєне звання Героя Радянського Союзу з врученням ордена Леніна і медалі «Золота Зірка» (№ 11171).
Також був нагороджений низкою медалей і нагрудним знаком «Почесний працівник морського флоту».

## Пам'ять
З 1985 по 1996 роки теплохід «Maritime Queen» (водотоннажністю 48000 т), придбаний Чорноморським морським пароплавством, носив ім'я «Петро Томасевич» (англ. «Pyotr Tomasevich»).
9 травня 2001 року на будівлі колишнього ремісничого училища, нині Одеської юридичної академії (вул. Академічна, 5), була відкрита меморіальна дошка на честь Героя Радянського Союзу П. В. Томасевича.